# 建部井堰
建部井堰（たけべいせき、英: Takebe-Iseki weir）、別名・一ノ口井堰または一の口井堰（いちのくちいせき）は、岡山県岡山市北区建部町品田にある旭川の堰。現存する日本最大の石造取水堰として、土木学会選奨土木遺産に認定されている。また、築造当時の状態で保全されてきたこと、現在も田に水を供給していることが評価され、世界かんがい施設遺産に認定・登録されている。

## 概要
岡山市北区建部町品田にある、現存する日本最大の石造取水堰で、現役ながらも江戸時代の石張が良好な状態で保たれている。堰は全長650mで、現存する数少ない近世の総石張の取水堰の中では群を抜いて規模が大きい。巨石群と石組で構成されており、旭川の右岸から延びた堰が川の中央で途切れる「片持ち式」という稀な形態をとっていることも付加的な価値である。川の中央が備前国（堰のある現在の建部町品田）と対岸の美作国（現在の岡山市北区建部町川口）との境であったため堰止めできず、流れに逆らわずに水を多く取り入れる形態となった。
建部井堰からは全長約7kmの大井手用水路が南へ建部町西原方面へと延びており、取り入れた水が農業に用いられている。建部井堰および大井手用水路は、建部郷土地改良区が管理している。

## 沿革
- 1628年-30年（寛永5-7年）頃 - この頃に備前岡山藩により建設されたと言われている[9]。1684年の『津髙郡髙目録』によると、1628年の前後で下流の建部上・宮地・市場・中田の4か村の石高が増加しており、この時期の建部井堰の建設と大井手用水路の開通が示唆される[1]。
- 1721年(享保6年） - この年に著された池田家文庫の『備陽記』（岡山藩領初の地誌）の「巻之二十」に、建部井堰の存在を示す記述がある[1]。
- 1724年（享保9年） - この年の池田家文庫の絵図「津髙郡建部領内圖」に、建部井堰は絵図の範囲外だが、大井手用水路の姿が描かれている[1]。
- 1991年（平成3年） - 建部町の重要文化財に指定される。
- 2007年（平成19年） - 建部町の岡山市への吸収合併により、文化財指定が解除される。
- 2008年（平成20年） - この年から4年がかりで「建部郷一の口井堰を守る会」と岡山大学による調査を実施[9]。
- 2010年（平成22年） - 一般公開として、岡山大学による調査状況説明やパネル展示、現地踏破見学が行われる[10]。
- 2012年（平成24年） - 土木学会選奨土木遺産に認定[2]。
- 2023年（令和5年）- 世界かんがい施設遺産に認定・登録。
- 2024年（令和6年）-岡山市指定記念物（史跡）に指定。[11]

## 交通アクセス
- JR津山線の福渡駅、または建部町福渡の国道53号から、八幡橋で旭川を渡って右折し国道484号を約800m進む。小玉川を渡ってすぐに右折し、狭い道を約1.3km進む。集落を抜けてしばらく進むと、右手に井堰に下りる道がある[3]。
- 駐車スペースあり[3]。